# Bab Sebta (film)
Pour les articles homonymes, voir Bab Sebta.
Pour plus de détails, voir Fiche technique et Distribution.
Bab Sebta est un film documentaire portugais réalisé par Pedro Pinho et Frederico Lobo, sorti en 2008.

## Synopsis
Bab Sebta signifie en arabe « la porte de Ceuta ». C’est le nom du passage situé à la frontière entre le Maroc et Ceuta, l’endroit vers où convergent tous ceux qui, venus de différentes régions d’Afrique, cherchent à émigrer en Europe. Ce lieu est symbolique de la possibilité de mener une vie meilleure ou être condamné à rester sur le continent noir. Le film Bab Sebta parcourt quatre villes africaines à la rencontre de ces voyageurs et de leurs rituels d’attente.

## Fiche technique
- Réalisation : Pedro Pinho, Frederico Lobo
- Production : Luisa Homen
- Scénario : Pedro Pinho, Frederico Lobo
- Image : Pedro Pinho, Luisa Homem, Frederico Lobo
- Son : Pedro Pinho, Frederico Lobo, Luisa Homem
- Montage : Luisa Homem, Frederico Lobo, Rui Pires, Claudia Silvestre, Pedro Pinho

## Récompenses
- FIDMarseille 2008
- Doclisboa 2008